# Públio Vatínio
Públio Vatínio (m. 41 a.C.; em latim: Publius Vatinius) foi um político da gente Vatínia da República Romana eleito cônsul em 47 a.C. com Quinto Fúfio Caleno. Cícero, em seu discurso contra Vacínio, o descreve como um dos maiores vilões da história romana e relata que seu aspecto pessoal era desagradável por que ele tinha o rosto e o colo cobertos por inchaços. Numa alusão a eles, Cícero o chama de "struma civitatis".

## Primeiros anos

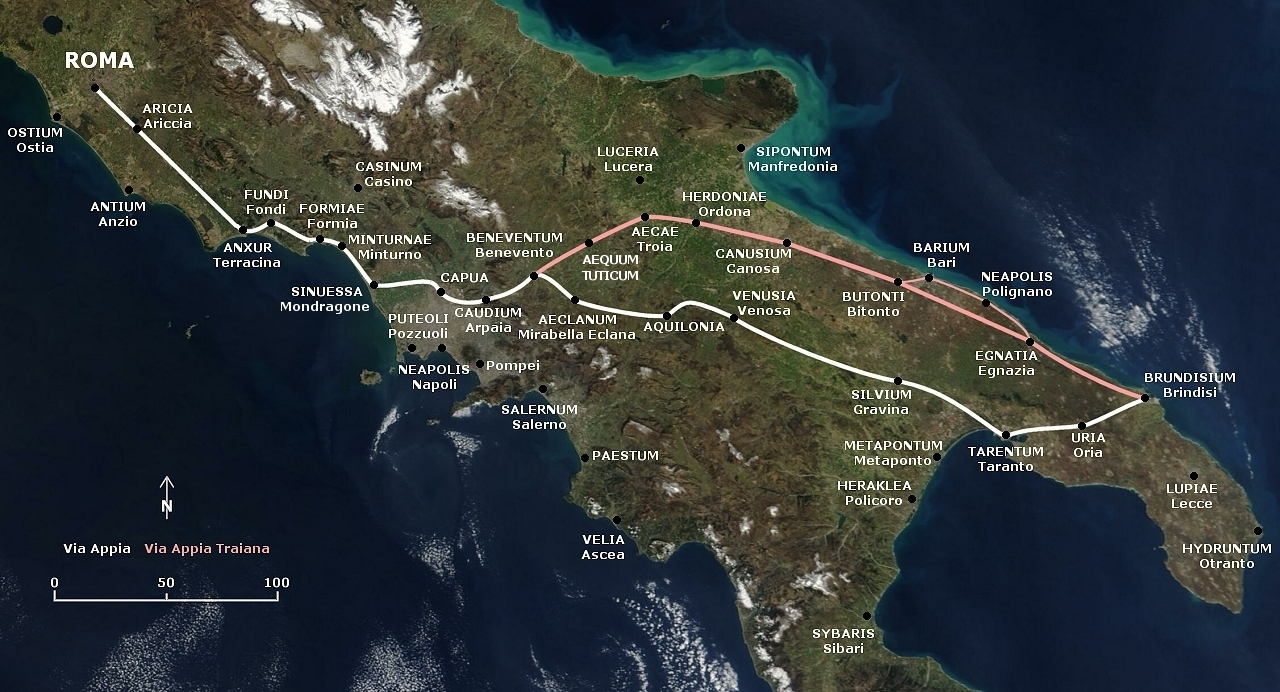
Brundísio, a cidade que Vatínio protegeu durante a Guerra Civil de César, ficava no final da Via Ápia, bem no "calcanhar" da península Itálica. Era dali que as tropas romanas partiam para as províncias romanas nos Bálcãs, cruzando o Adriático

Vatínio foi eleito questor em 63 a.C., mesmo ano do consulado de Cícero e Caio Antônio Híbrida. Cícero o enviou a Putéolos para que ele impedisse que seus cidadãos escondessem seus recursos financeiros (ouro e prata), mas Vatínio extorquiu de tal forma os habitantes que eles foram forçados a apresentar uma queixa perante o cônsul. Vatínio seguiu depois para a Hispânia como legado do propretor Caio Coscônio, onde, ainda segundo Cícero, cometeu novos abusos e roubos. O próprio Cícero pediu então que ele fosse processado por corrupção, mas sem sucesso.

## Tribuno
Em 59 a.C., Vatínio foi eleito tribuno da plebe e ofereceu seus serviços a Júlio César, o cônsul daquele ano juntamente com Marco Calpúrnio Bíbulo, tornando-se a partir daí um dos mais fervorosos cesarianos. Durante seu mandato, apresentou propostas para conceder a César a Gália Cisalpina e Ilírico como províncias proconsulares durante um lustrum (período de cinco anos), províncias às quais depois foi acrescentada a Gália Transalpina. Cícero o acusou de legislar apesar dos auspícios negativos, de ameaçar Bíbulo, seu colega, de encher o Fórum Romano de soldados e de ameaçar os outros tribunos da plebe para que não interpusessem seus vetos. Foi neste período que Vatínio apresentou o espião Lúcio Vécio, que acusou muitos dos mais distintos cidadãos romanos, incluindo Cícero, de estarem armando para assassinar Pompeu.
Vatínio deixou Roma para servir como legado de César durante as Guerras Gálicas, mas rapidamente teve que regressar a Roma para dar andamento à sua própria carreira política. Vatínio não conseguiu ser eleito pretor e sequer conseguiu obter os votos de sua própria tribo ("Sérgia"), que nunca antes havia deixado de votar em um representante de sua tribo. A inimizade entre Vatínio e Cícero continuou e Vatínio, em 56 a.C., compareceu como testemunha contra Públio Séstio e Tito Ânio Papiano Milão, dois amigos de Cícero que tiveram um papel importante em seu retorno do exílio. No julgamento de Séstio, Cícero proferiu um breve e feroz revelando o caráter de Vatínio. Mas, ainda assim, Cícero evitou dizer qualquer coisa sobre César, de quem Vatínio era nada mais do que um instrumento. No final do ano de 56 a.C., houve sérios distúrbios em Roma que adiaram a eleição dos cônsules até o começo do ano seguinte.

### Pretorado
Depois da eleição, em 55 a.C., de Pompeu e Crasso como cônsules, os tribunos apoiaram a candidatura para pretor de Vatínio para contrabalançar a candidatura de Catão, o Jovem, que tinha o apoio dos aristocráticos optimates do Senado. A influência e o dinheiro de Crasso E Pompeu asseguraram a eleição de Vatínio. Para garantir o resultado, os cônsules conseguiram ainda um decreto do Senado ordenando que os pretores eleitos assumissem suas funções de imediato, impedindo que fosse processadas por suborno. Tendo eliminado este obstáculo, conseguiu aplicar seu próprio dinheiro com maior liberdade e, também através de suborno, conseguiu derrotar a candidatura de Catão.
Depois de terminado seu mandato, Vatínio foi acusado formalmente por Caio Livínio Calvo de aceitar subornos. Calvo já havia acusado Vatínio antes, por volta de 58 a.C. e, novamente, em 56 a.C., mas, neste ocasião, Cícero utilizou uma oratória tão refinada que, no julgamento de Vatínio, foi interrompido no meio do discurso por uma frase: "Jurados, pergunto-lhes se irão condenar o suspeito simplesmente pela eloquência do acusador!". Cícero, apesar da aversão pessoal que nutria por Vatínio e, para a surpresa de todos, o defendeu em juízo por que não queria chatear os triúnviros e queria a proteção de Públio Clódio Pulcro. Vatínio foi absolvido graças ao suborno mais do que do que à oratória de Cícero.

## Guerra Civil
Vatínio voltou para a Gália em 51 a.C. como legado de César e se aliou a ele quando irrompeu a segunda guerra civil. Quando desembarcou na Grécia, em 48 a.C., César o enviou como emissário para escutar as propostas de paz de Pompeu. Vatínio não participou da Batalha de Farsalos, pois teve que defender a cidade de Brundísio, no sul da Itália, que estava sob ataque da frota de Décimo Lélio, aliado de Pompeu.
Graças a esta vitória, foi recompensado por um consulado em 47 a.C., quando foi eleito juntamente com Quinto Fúfio Caleno. Em 46 a.C., Vatínio foi enviado para a Ilíria, onde derrotou Marco Otávio, que dominava a província com forças consideráveis em nome dos pompeianos. Depois de vencê-lo na Batalha de Táuris, foi saudado como imperator por seus homens e obteve a honra de um supplicatio do Senado Romano em 45 a.C. Vatínio estava ainda na Ilíria quando César foi assassinado (início de 43 a.C.). Foi obrigado a render Dirráquio e a ceder seu exército a Marco Júnio Bruto, que havia se apoderado da província da Macedônia, pois suas tropas passaram a apoiar os republicanos.
A última coisa que se sabe sobre Vatínio é que ele celebrou um triunfo em 31 de dezembro de 43 a.C..